# Stebliv
Stebliv (ukrainien : Стеблів, russe : Стеблёв) est une commune urbaine de l'oblast de Tcherkassy, en Ukraine. Elle compte 3 350 habitants en 2021.